# 大叶慈
大叶慈（学名：Dendrocalamus farinosus），又名梁山慈，为禾本科牡竹属下的一个种，分布於中國南部（四川、重慶、雲南、貴州、廣西）與越南，模式產地位於今中國重慶市南川區。

## 扩展阅读
- 維基物種上的相關：大叶慈